# Erik Rotman
Erik Rotman (Kampen, 20 januari 1986) is een voormalig profvoetballer die speelde voor FC Zwolle daarna weer ging voetballen  als amateur voor SC Genemuiden. Sinds seizoen 2018/2019 speelt hij weer op Sportpark de Maten waar het voor hem allemaal begon bij DOS Kampen.

## Statistieken
| Seizoen | Club      | Competitie     | Wedstrijden | Doelpunten |
| ------- | --------- | -------------- | ----------- | ---------- |
| 2006/07 | FC Zwolle | Eerste divisie | 0           | 0          |
| 2007/08 | FC Zwolle | Eerste divisie | 7           | 0          |
| Totaal  | Totaal    | Totaal         | 7           | 0          |